# فابیان پاتانشون
فابیان پاتانشون (فرانسوی: Fabien Patanchon‎؛ زادهٔ ۱۴ ژوئن ۱۹۸۳) دوچرخه‌سوار اهل فرانسه است.